# Natalia Kassatkina
Natalia Dmitrievna Kassatkina (en russe : Ната́лия Дми́триевна Каса́ткина), née le 7 juin 1934 à Moscou (URSS) et morte le 13 mars 2024, est une ballerine et chorégraphe soviétique puis russe.
Soliste de caractère du Théâtre Bolchoï de 1954 à 1976, elle dirige à partir de 1977 le théâtre du ballet classique de Moscou avec son mari, le danseur Vladimir Vassiliov. Elle est distinguée comme artiste du peuple de la RSFSR en 1984. 

## Biographie
Natalia Kassatkina naît le 7 juin 1934 à Moscou dans la famille de l'ingénieur Dmitri Kassatkine, issu d'une famille de notables du négoce d'avant la révolution, et de son épouse, femme de lettres de littérature enfantine, Anna Kardachova.   
Natalia Kassatkina est diplômée en 1953 de l'école de chorégraphie de Moscou dans la classe de Soulamif Messerer. Entre 1954 et 1976, elle est soliste de la troupe de ballet du Bolchoï. Elle interprète des rôles de caractère dans Le Lac des cygnes, Raymonda, Cendrillon, Don Quichotte, Le Sacre du printemps, Carmen Suite, etc.  
Elle commence dans les années 1960 à être maîtresse de ballet,  montant des chorégraphies avec son mari, Vladimir Vassiliov. Pendant la période d'ouverture khrouchtchévienne, elle réussit à présenter pour la première fois en URSS Le Sacre du printemps (musique de Stravinsky) en 1965 au Bolchoï.   
Elle est nommée en 1977 maîtresse de ballet en chef de l'ensemble « Ballet classique » qu'elle dirige avec son mari. En 1992, il prend le nom de théâtre de ballet classique Kassatkina et Vassiliov.  
Elle a présenté aussi pour la télévision russe des séries d'émissions consacrées au ballet.

## Répertoire
- La possédée, Le Sacre du printemps  musique de  Stravinsky, dans sa propre chorégraphie
- Le sort, Carmen Suite, chorégraphie d'Alonso, musique de Bizet-Chtchedrine
- La poupée indienne, Casse-noisette de Tchaïkovsky, chorégraphie de Youri Grigorovitch

## Chorégraphies avec Vladimir Vassiliov

### Bolchoï
- Vanina Vanini de  Karetnikov (1962)
- Poème héroïque («Героическая поэма») («Géologies») de Karetnikov (1964)
- Le Sacre du printemps de Stravinsky (1965)

### Théâtre Kirov de Léningrad[2]
- La Création du monde («Сотворение мира») de Petrov (1971),
- Pouchkine. Réflections sur le poète («Пушкин. Размышления о поэте») de Petrov (1979)
- Opéra de Petrov: Pierre Ier («Пётр I») (1975)

### Théâtre d'opéra et de ballet
- Roméo et Juliette de Prokofiev  (1972)

### Théâtre musical de Moscou
- «Прозрение» de Youri Boutsko (1974)

### Théâtre de ballet classique
- Gayaneh de Khatchatourian (1977)
- La Camisole magique («Волшебный камзол») de Karetnikov (1983)
- Les Facéties de Terpsichore («Проделки Терпсихоры»), musique de Strauss (1984)
- Le Baiser de la fée («Поцелуй феи») de Stravinsky (1989)
- Cendrillon de Prokofiev (1993)
- La Dame aux camélias sur une musique de Verdi et de Salnikov (1995)
- Le Mandarin merveilleux de Bartok (1996)
- L'Oiseau de feu de Stravinsky (2000)

## Distinctions
- 1968 — Artiste émérite de la RSFSR
- 1976 — Prix d'État de l'URSS
- 1976 — Ordre du Drapeau rouge du Travail  (25 mai 1976)[3]
- 1984 — Artiste du peuple de la RSFSR
- 1994 — Ordre de l'Amitié des peuples (11 avril 1994)[4]
- 2005 — Ordre de l'Honneur (17 janvier 2005)[5]
- 2020 — Ordre de l'Amitié (11 mars 2020)[6]